# Coelophysis
Genre
Espèces de rang inférieur
- † Coelophysis bauri (Cope, 1889[1]
- † Coelophysis rhodesiensis (Raath, 1969)

Espèce douteuse :
- † Coelophysis kayentakatae ? 
(Rowe, 1989)

Synonymes
Genres synonymes :
- † Podokesaurus ? Talbot, 1911[2]
- † Longosaurus Welles, 1984[3]
- † Rioarribasaurus Hunt & Lucas, 1991[3]
- † Gojirasaurus ? Carpenter, 1997[4]
- † Camposaurus ? Hunt et al., 1998[4]
- † Megapnosaurus ? Ivie, Ślipiński & Węgrzynowicz, 2001[2]

Coelophysis est un genre éteint de dinosaures, de la famille des Coelophysidae. L'espèce Coelophysis bauri figure parmi les premiers dinosaures découverts, en 1881. Le nom Coelophysis signifie « forme creuse ».
Ce sont des théropodes de taille moyenne, des bipèdes carnivores. Ils ont vécu à la fin du Trias supérieur et au début du Jurassique inférieur, il y a environ entre 216 et 196 Ma (millions d'années). Leurs fossiles ont été découverts dans plusieurs États des États-Unis (Nouveau-Mexique, Arizona, Connecticut, etc.), et dans le sud de l’Afrique (Zimbabwe, Afrique du Sud).

## Description

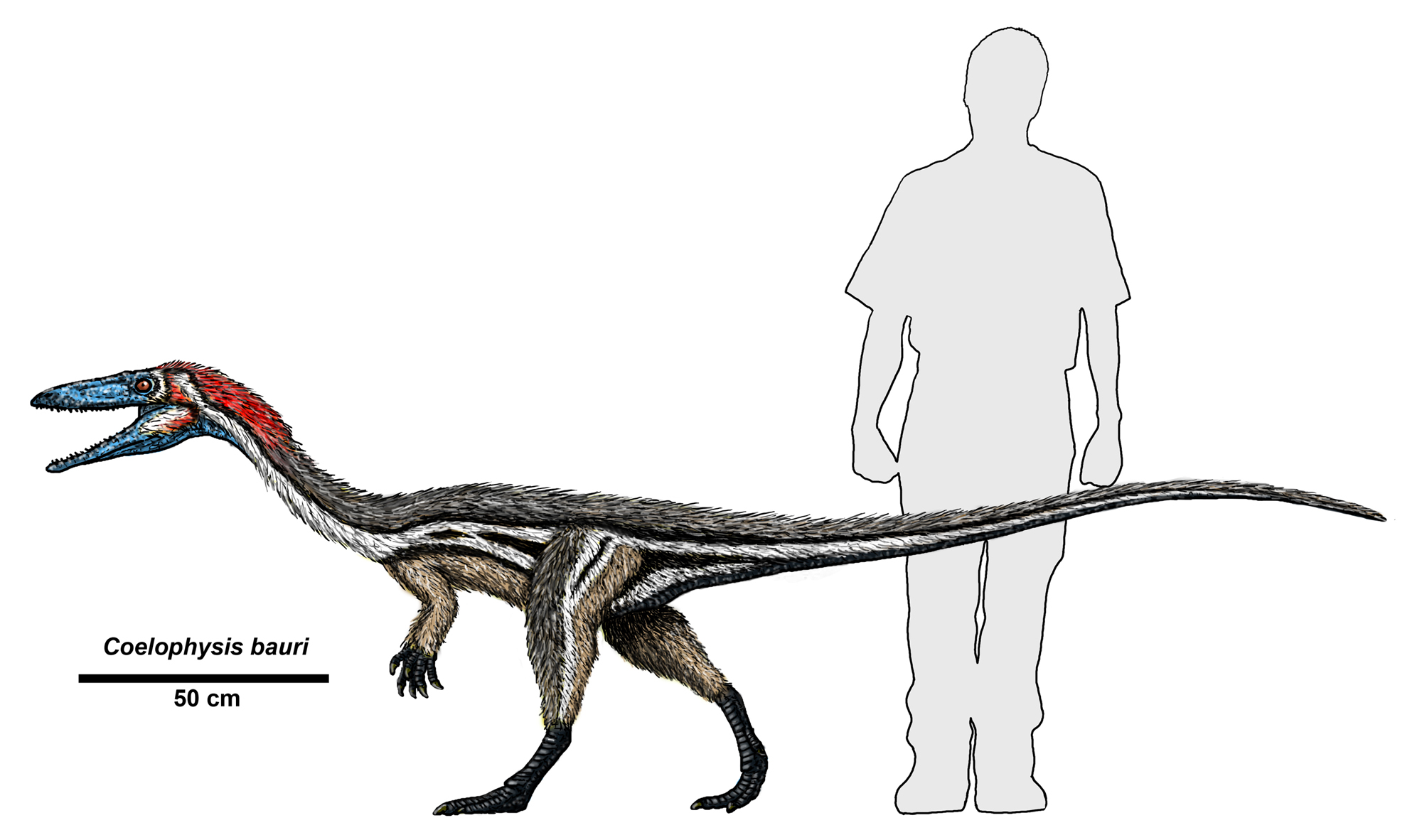
Taille d'un Coelophysis bauri comparé à un humain. Sans les couleurs et les phanères, supposés, ce dessin ne serait pas paléoartistique car il ne serait alors qu'un diagramme sans aucun élément imaginé.

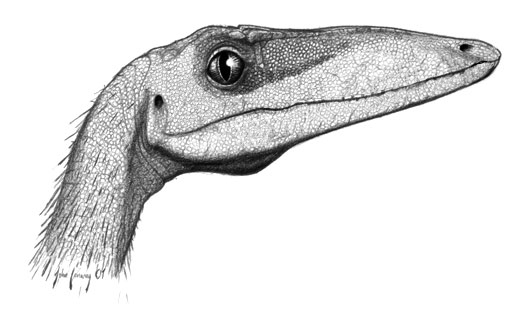
Dessin paléoartistique de la tête deCoelophysis bauri : les téguments et les yeux sont imaginés.

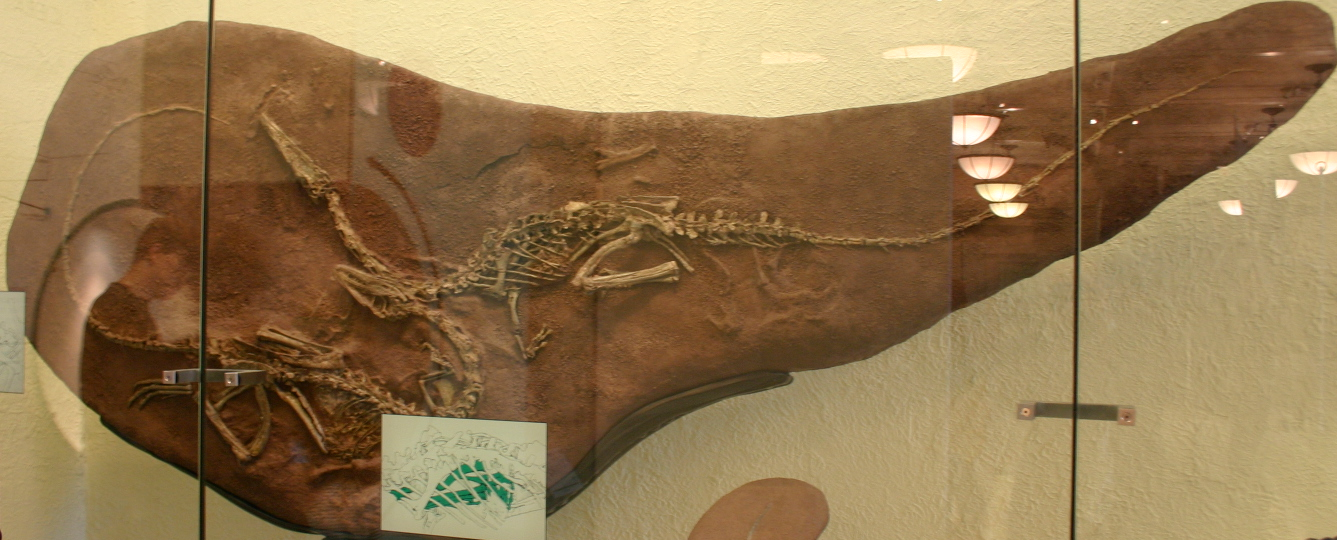
Deux spécimens, dont le néotype, de l'ensemble d'une vingtaine de Coelophysis découvert à Ghost Ranch set conservés au musée américain d'histoire naturelle.

Il pouvait atteindre 3 mètres de longueur, dont la moitié pour la queue ; sa hauteur était de l'ordre de 1 mètre,,. Sa masse est estimée par Gregory S. Paul (1988) entre 15 et 20 kilos.
Sa gueule étroite et bien dentelée lui permettait de saisir de petites proies rapides. Les dents sont incurvées vers l'arrière et la mâchoire était faite de manière que les deux parties puissent glisser l'une sur l'autre. La découverte de plusieurs spécimens de coelophysis sur la même zone laisse pensait qu'il devait se regrouper pour chasser, se reproduire, ou simplement en raison du rude climat au Trias Supérieur.

## Découverte
Des restes, quelques fragments éparpillés, furent découverts en 1881 par un chasseur de fossiles professionnel du Nouveau-Mexique, David Baldwin. Huit ans plus tard l'espèce est décrite par le paléontologue américain Edward Drinker Cope.
En 1947, un ensemble de fossiles de Coelophysis est découvert à Ghost Ranch au Nouveau-Mexique, près du site où le spécimen type avait été trouvé. Leur étude complète en 1989 par Edwin Harris Colbert et une équipe du musée américain d'histoire naturelle, permet d'identifier pas moins d'une vingtaine de squelettes entiers de Coelophysis, dont plusieurs très bien conservés, avec des squelettes en connexion anatomique, si bien que l'un d'entre-eux a été choisi pour remplacer le spécimen type originel. Ceux-ci se sont probablement noyés ensemble lors d'une inondation soudaine.
Des squelette de jeunes Coelophysis ont été découverts à l'emplacement de l'estomac dans des squelettes de Coelophysis adultes. Ces squelettes de juvéniles étaient trop gros pour être des fœtus, et donc la seule explication plausible est que Coelophysis devait être cannibale.

## Classification

### Espèces
Le genre Coelophysis regroupe deux espèces considérées comme valides :
- Coelophysis bauri Cope, 1889, l'espèce type découverte au Nouveau-Mexique ;
- Coelophysis rhodesiensis Raath, 1969, découverte dans le sud de l'Afrique et à l'origine rattachée au genre Megapnosaurus[2].

Deux autres espèces ont été décrites, C. longicollis and C. willistoni, qui sont maintenant considérées comme des synonymes de C. bauri.
Une troisième espèce ne fait pas consensus pour sa dénomination, soit C. kayentakatae, soit Megapnosaurus kayentakatae,.

### Phylogénie
Le cladogramme des théropodes ci-dessous a été établi à partir de l'étude phylogénique réalisée par H. D. Sues et ses collègues en 2011 :